# Доньи Срем
«Доньи Срем» (серб. ФК Доњи Срем) — сербский футбольный клуб из города Печинци в одноименной общине, в Сремском округе автономного края Воеводина. Домашние матчи проводит в спортивном центре «Сувача», вмещающем 3 500 зрителей.

## История
Клуб был основан в 1927 году под именем «Борац». Позже клуб сменил название на «Доньи Срем». С 2004 года клуб выступал в четвёртом дивизионе Сербии, где по итогам сезона 2008/09 завоевал второе место. Это позволило клубу в сезоне 2009/10 впервые в своей истории участвовать в Сербской лиге Войводины (третьем дивизионе). В сезоне 2010/11 «Доньи Срем» выиграл Сербскую лигу Войводины и завоевал право выступления в первой лиге Сербии.

## Статистика сезонов
| Сезон   | Дивизион                     | Место | Кубок |
| ------- | ---------------------------- | ----- | ----- |
| 2004/05 | Лига Воеводины Западная зона | 9-е   |       |
| 2005/06 | Лига Воеводины Западная зона | 8-е   |       |
| 2006/07 | Лига Воеводины Западная зона | 7-е   |       |
| 2007/08 | Лига Воеводины Западная зона | 4-е   |       |
| 2008/09 | Лига Воеводины Западная зона | 2-е   |       |
| 2009/10 | Лига Воеводины               | 4-е   |       |
| 2010/11 | Лига Воеводины               | 1-е   | 1/16  |
| 2011/12 | Первая лига                  | 2-е   | 1/16  |
| 2012/13 | Суперлига                    | 11-е  |       |
| 2013/14 | Суперлига                    | 12-е  |       |
| 2014/15 | Суперлига                    | 15-е  |       |
| 2015/16 | Первая лига                  | 14-е  |       |